# Conus felix
Espèce
Conus felix est une espèce de mollusques gastéropodes marins de la famille des Conidae.
Comme toutes les espèces du genre Conus, ces escargots sont prédateurs et venimeux. Ils sont capables de « piquer » les humains et doivent donc être manipulés avec précaution, voire pas du tout.

## Description
La taille de la coquille varie entre 25 mm et 35 mm.

## Distribution
Cette espèce marine d'escargot conique est présente dans l'océan Indien, au large du KwaZulu-Natal, en Afrique du Sud.

## Taxonomie

### Publication originale
L'espèce Conus felix a été décrite pour la première fois en 2012 par le malacologiste américain William Joseph Fenzan dans la publication intitulée « Acta Conchyliorum »,.

### Synonymes
- Conus (Plicaustraconus) felix Fenzan, 2012 · appellation alternative
- Plicaustraconus felix (Fenzan, 2012) · non accepté

## Identifiants taxonomiques
Chaque taxon catalogué par les bases de données biologiques et taxonomiques possède un identifiant qui permet d'établir un point de référence. Les identifiants de Conus felix dans les principales bases sont les suivants :
CoL : XXDQ - GBIF : 6787727 - IRMNG : 11797095 - WoRMS : 599351